# Pungdjur
Pungdjur (Marsupialia eller Metatheria) är en infraklass av djur som tillhör klassen däggdjur. Pungdjurens ungar föds, till skillnad från högre däggdjurs ungar, mycket ofullgångna. De vistas därför först i en pung på moderns mage för att utvecklas. Pungdjur förekommer idag bara i den australiska regionen samt i Nord- och Sydamerika. Infraklassen utgörs av ungefär 320 arter, och utgör cirka 6 procent av alla idag förekommande däggdjur.
I Australien, där pungdjur saknat konkurrens från nästan alla högre däggdjur, har de besatt en mängd ekologiska nischer typiska för däggdjur och därför evolverat i en mängd riktningar. Därför finns det pungdjur som lever som rovdjur, insektsätare och växtätare. Olika arter kan klättra, flyga, hoppa eller gräva. Likheten mellan pungdjursgrupper och gnagare, insektsätare eller rovdjur beror inte på något närmare släktskap, utan på konvergent evolution, det vill säga att de är anpassade utifrån likartade levnadssätt.

## Utseende
Hos pungdjur förekommer många kännetecken som också är typiska för däggdjur, däribland hårbeklädnad, tre hörselben, mellangärde och andra särdrag som beskrivs under däggdjurens kännetecken. Utöver dessa har pungdjur en rad anatomiska egenskaper som skiljer dem från övriga däggdjur.

### Skalle och tänder
Allmänt är pungdjurens skalle mindre än hos de högre däggdjuren. Därför har de även en mindre och enklare konstruerad hjärna. Okbenet är förstorat och sträcker sig längre bakåt i skallen. I motsats till högre däggdjur har pungdjuren också flera öppningar i gommen.
Med undantag av vombater skiljer sig antalet övre framtänder från antalet nedre framtänder hos alla pungdjur. Tandformeln hos de tidiga pungdjuren var I 5/4 C 1/1 P 3/3 M 4/4, alltså per käkhalva fem framtänder i övre käken och fyra i undre käken, en hörntand, tre premolarer och fyra molarer, tillsammans 50 tänder. Hos vissa taxa, till exempel hos pungråttor, förekommer det ursprungliga antalet tänder men hos andra skedde en tandreduktion på grund av ändrad föda. Trots allt finns det idag flera pungdjur med 40 till 50 tänder, vilket är betydligt fler än hos de flesta högre däggdjuren. Påfallande är det höga antalet framtänder och att antalet molarer är större än antalet premolarer. Med undantag av tredje premolaren har pungdjuren sin permanenta tanduppsättning redan vid födelsen. Molarerna av de stora kängurudjuren flyttar sig under individens liv längre framåt och mals med tiden sönder.

### Andra kroppsdelar

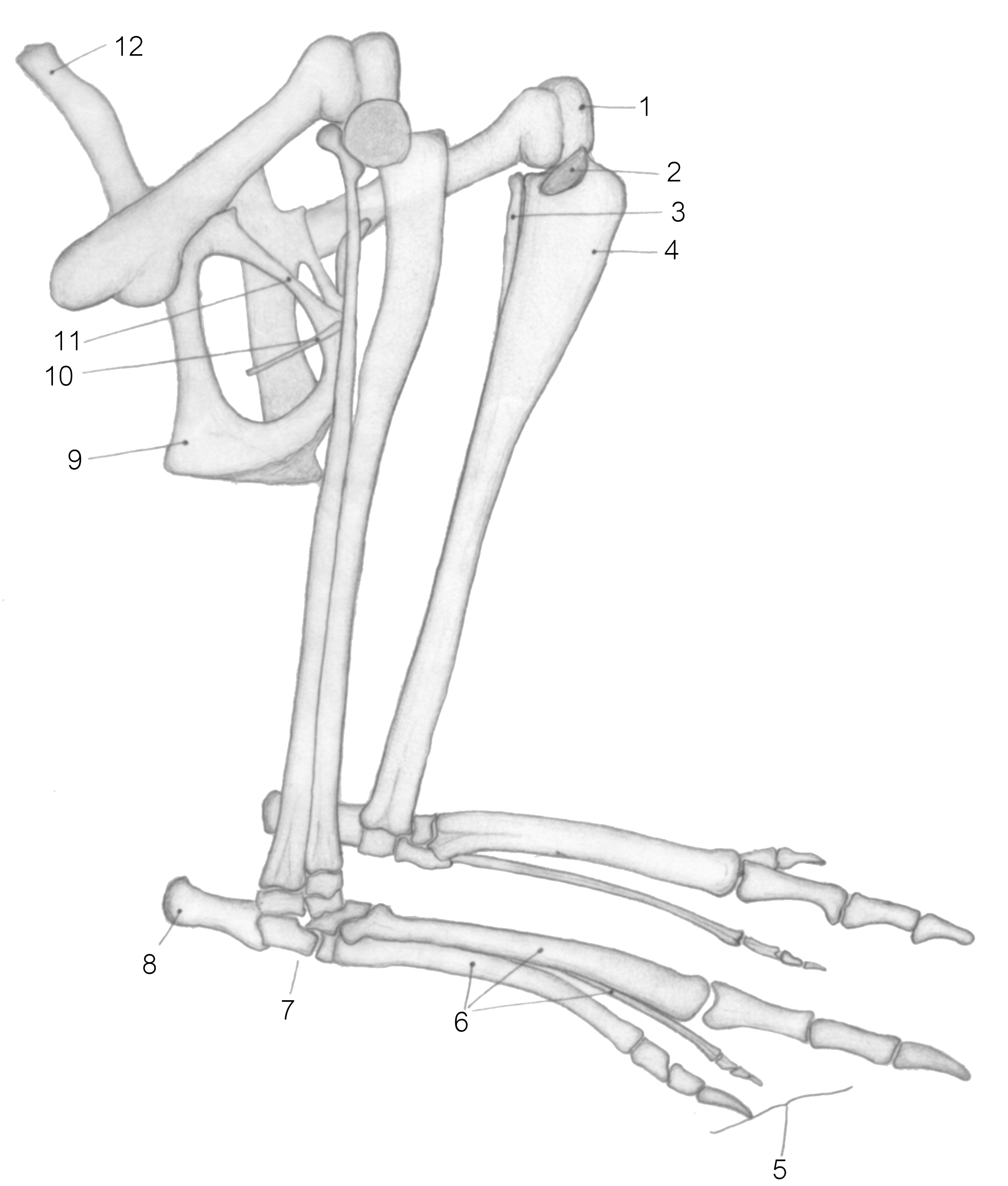
Delar av jättekänguruns skelett, pungbenet har nr. 10

Angående skelettet och övriga kroppsdelar har pungdjur bara ett fåtal gemensamma kännetecken. Bland dessa kan nämnas en likartad uppbyggd vrist och två pungben (Ossa epubica) som håller pungen (Marsupium). Dessa ben ansluter vid blygdbenet och är riktade framåt. Pungben finns även hos hannar och hos arter som saknar pung. Därför antas att de ursprungligen inte hade något med fortplantningen att göra utan att de behövdes för musklerna av de bakre extremiteterna. Pungben finns dessutom hos kloakdjur som lägger ägg. Troligen var dessa ben ett kännetecken för tidiga däggdjur. Pungdjurens könsorgan uppvisar några särdrag som inte återfinns hos högre däggdjur. Honor har två livmödrar och två vaginor. Den ena vaginan utvidgar sig hos de flesta pungdjuren bara under dräktigheten och förekommer annars bara rudimentärt. Likaså är hannens penis tvådelad, eller också har den dubbel uppsättning, och hannens scrotum ligger framför penisen.
De flesta arterna har pung (Marsupium) men inte alla. Flera pungdjur har en permanent pung, hos andra utvecklas pungen bara under dräktigheten och vissa arter som inkanäbbmöss har ingen pung alls. Ungdjuren gömmer sig hos dessa arter mellan hudveck eller i moderns päls. Pungens konstruktion varierar mellan arterna för att ge ungdjuret största möjliga skydd. Hos känguruer som hoppar på marken har pungen sin öppning framåt, hos arter som går på fyra extremiteter, eller hos pungdjur som klättrar i träd, öppnar sig pungen ofta bakåt. Pungen förekommer vanligen bara hos honor. Enda undantaget är punguttern där även hannar har pung och som skyddar sina testiklar i pungen när de simmar och springer.
Ett annat kännetecken som skiljer pungdjur från högre däggdjur är deras genomsnittliga kroppstemperatur som med 35,5 °C är ungefär 2,5 °C lägre än kroppstemperaturen av de högre däggdjuren.

### Storlek och likheter med högre däggdjur

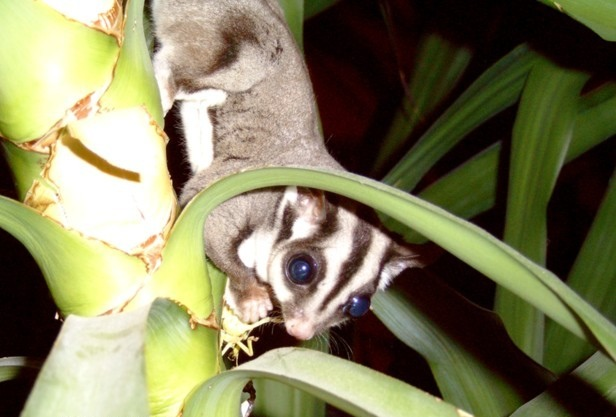
Korthuvad flygpungekorre är ett pungdjur som kan glidflyga en sträcka med hjälp av ett membran.

Pungdjur uppvisar stora variationer i kroppsbyggnaden vilket är anpassningar till habitat och levnadssätt. Den största nu levande arten är röd jättekänguru (Macropus rufus) som når en höjd upp till 180 centimeter och en vikt upp till 90 kilogram. Några utdöda släkten som Diprotodon blev däremot nästan lika stora som noshörningen. De minsta individerna hittas i släktena dvärgpungmöss (Planigale) och Ningaui som bara blir 5 centimeter långa och väger 5 gram.
En del arter har stora likheter med arter från infraklassen högre däggdjur och är bra exempel på konvergent evolution. Till exempel hade den utdöda pungvargen (Thylacinus cynocephalus) stora likheter med vargen (Canis lupus). Ett annat exempel är det flygmembran som utvecklats hos ett antal obesläktade grupper. Detta membran ger förmågan att sväva över jämförelsevis långa sträckor och har utvecklats, oberoende av varandra, hos pungdjur som flygpungekorrar av släktet Petaurus och hos jätteflygfalang (Petauroides volans), samt hos högre däggdjur som flygekorrar (Pteromyini) och pälsfladdrare (Dermoptera). Se vidare Flygförmåga hos däggdjur. Som namnen antyder har även pungråttor, pungmårdar och pungmullvadar kännetecken som för tankarna till medlemmar av gruppen högre däggdjur. För andra pungdjur, som kängurudjur som hoppar på sina förstorade bakre extremiteter medan de håller balansen med svansen finns däremot inga motsvarigheter hos Eutheria.

## Utbredning och habitat

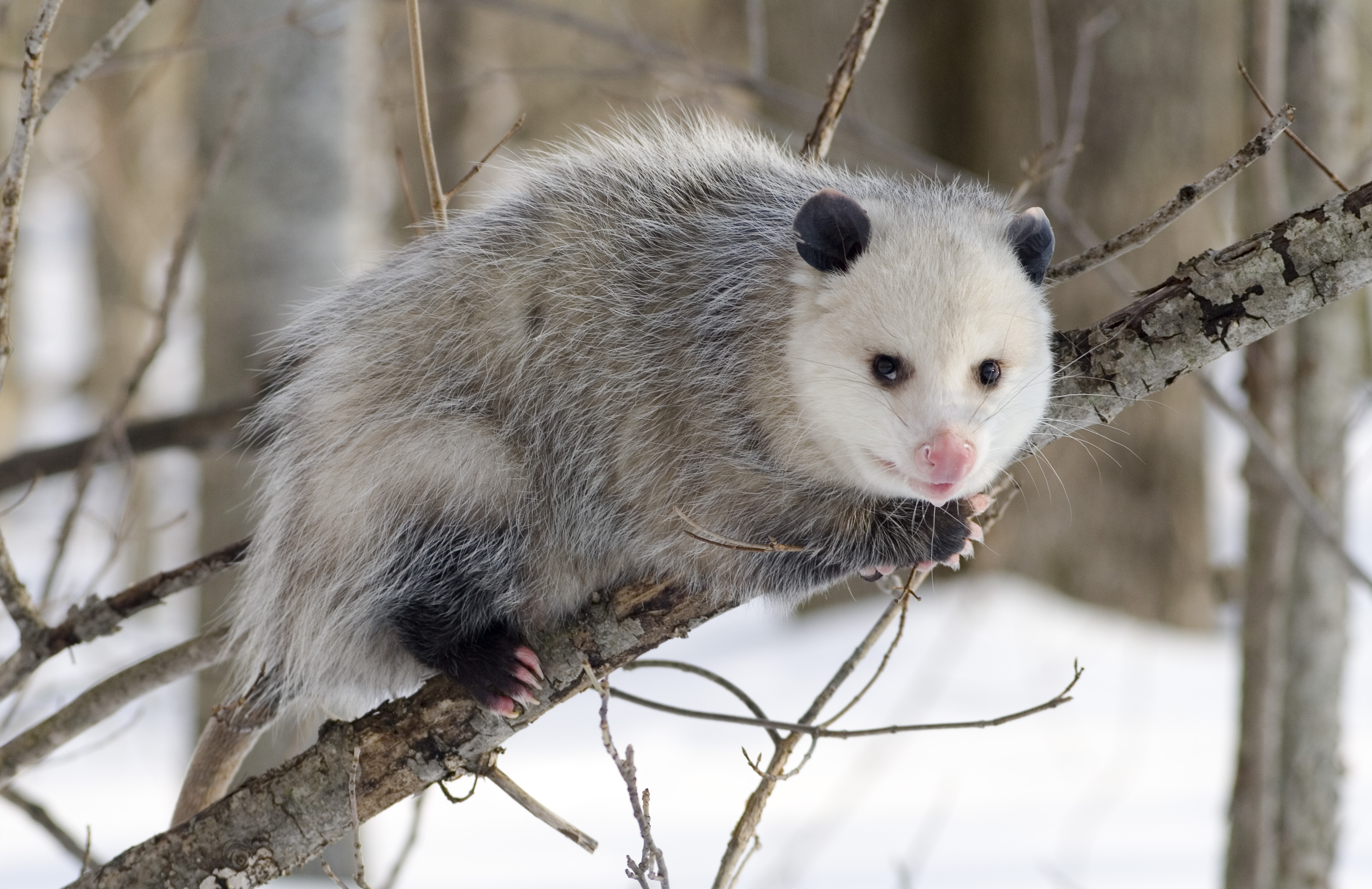
Nordamerikansk opossum har det nordligaste utbredningsområde av alla pungdjur.

Pungdjur förekommer idag på den amerikanska kontinenten och i den australiska regionen. I Amerika lever de flesta arterna i Sydamerika, några arter förekommer i Centralamerika och i Nordamerika förekommer enbart arten nordamerikansk opossum (Didelphis virginiana). Som kulturföljare ökade arten sitt utbredningsområde till stora delar av USA och små områden på den kanadensiska sidan.
I den australiska regionen lever de flesta pungdjuren i Australien och på Nya Guinea. Vissa arter förekommer på sydostasiatiska öar från Sulawesi och Moluckerna, och österut till Salomonöarna. Den västliga gränsen av utbredningsområdet utgörs av Wallacelinjen. På andra öar i Stilla havet, inklusive Nya Zeeland (med undantag av introducerade arter), förekommer inga pungdjur.
Pungdjuren har anpassat sig till flera olika habitat. De vistas i skogar, på gräsmark, i bergstrakter och i öknar. I motsats till högre däggdjur lever bara ett fåtal pungdjur i vattnet. Endast punguttern (Chironectes minimus) och i mindre utsträckning tjocksvansad pungråtta (Lutreolina crassicaudata) vistas större delen av livet i vatten varför de har simhud mellan tårna och en pung som kan stängas vattentätt. Flera arter som lever i träd har utvecklat en motsättlig tumme och en gripsvans för bättra framkomlighet bland grenarna. Marklevande arter går på fyra extremiteter eller hoppar på bakbenen.
Under yngre eocen, fram till för 35 miljoner år sedan, levde pungdjur även i Europa, Afrika och Asien.

## Ekologi
Precis som med habitaten skiljer sig arternas levnadssätt från varandra så pass mycket att det inte finns någon allmängiltig beskrivning av djurgruppens ekologi. En del pungdjur är dagaktiva medan andra är aktiva mellan skymning och gryning. I motsats till de högre däggdjuren är pungdjurens sociala beteende mindre tydligt utvecklat. Många individer lever ensamma eller i tillfälliga grupper utan social struktur. En komplex hierarki förekommer ytterst sällan men ett undantag är pisksvansvallabyn (Macropus parryi).
Även valet av födoämnen skiljer sig mycket åt. I infraklassen förekommer växtätare som kängurudjur, vombater och koala, samt allätare som pungråttor och grävlingpungdjur. Köttätare hittas bland annat hos inkanäbbmöss och rovpungdjur. De största köttätande pungdjuren i historisk tid, som punglejon och pungvarg är utdöda, varför den tasmanska djävulen idag är det största köttätande pungdjuret.
Inom gruppen är luktsinnet viktigt för kommunikation och pungdjuren har doftkörtlar samt doftmarkerar med avföring och urin.

## Ungarnas utveckling

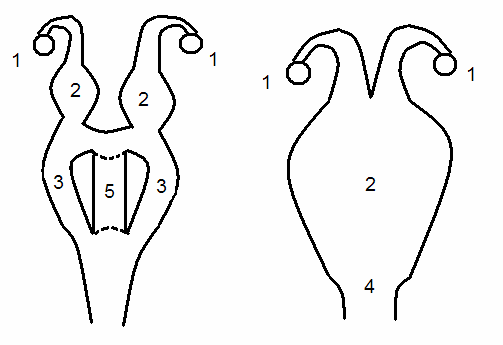
Skiss av honornas könsorgan för pungdjur (vänster) och högre däggdjur (höger): 1=äggstock, 2=livmoder, 3=höger och vänster slida, 4=central slida, 5=födelsekanal.

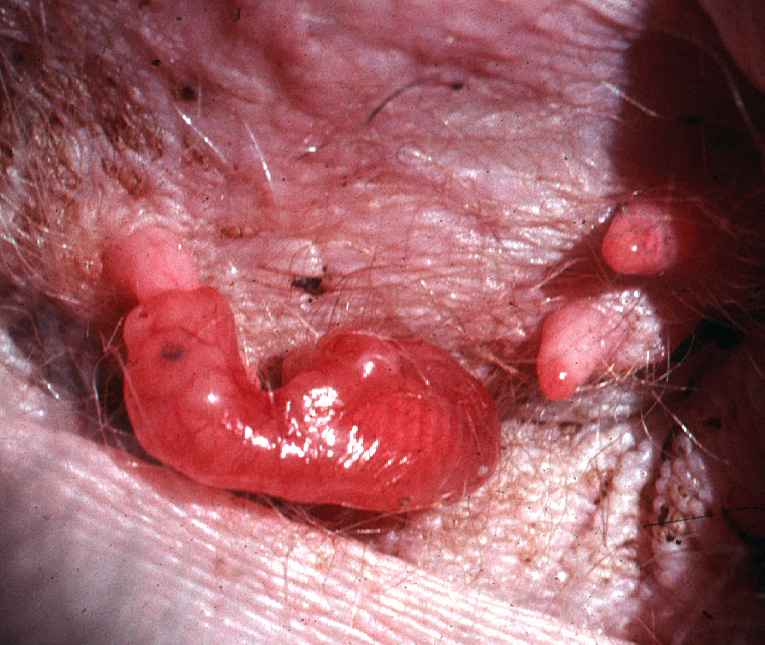
Nyfödd känguru i moderns pung.

Förutom vad gäller fortplantningsorganens konstruktion, som beskrivs ovan, skiljer sig pungdjuren även betydligt från de högre däggdjuren vad fortplantningssätt. Hos flertalet arter förekommer ingen äkta moderkaka. Moderkakan saknar främst det cellskikt som kallas trophoblast vilken skyddar embryot mot moderns immunförsvar. Detta har till följd att dräktighetstiden är mycket kort, 7-8 dygn hos pungråttor och mindre känguruer, och max 43 dygn hos andra pungdjur. Fostret får sin näring genom en gulesäck. Koalan och vissa grävlingpungdjur bildar under dräktighetens sista dagar ett organ som liknar en riktig moderkaka.
Ungarna föds i ett så outvecklat skick att de kan betecknas som larver, det vill säga de måste genomgå en verklig förvandling. Ungarna kommer till världen genom en födelsekanal som ligger mellan honans två vaginor (se ovan och skissen till höger). Kanalen bildas hos de flesta arter kort före födelsen. Kullens vikt motsvarar ungefär 1 % av moderns vikt. Ungar av snabelpungdjuret (Tarsipes rostratus) väger till exempel bara fem milligram, och är därmed de minsta nyfödda däggdjursungarna över huvud taget. Hos pungdjurens ungar är det endast de främre extremiteterna som är väl utvecklade för att de självständigt ska kunna kravla till moderns pung. Honan rensar pungen före födelsen och slickar regionen mellan kloaken och pungen fuktig som ger ungen en slags vägledning. Flera pungdjur har en speciell födelseposition. De sitter med särställda bakben på den framåtriktade svansen och böjer överkroppen framåt. Honor av andra pungdjur som grå jättekänguru eller en av de kortnästa punggrävlingarna (Isoodon macrourus) upptar däremot andra positioner. I pungen utmynnar mjölkkörtlar i ringformiga spenar och ungen suger sig fast i en sådan spene och diar sedan under hela vistelsetiden i pungen. Hos en del arter skyddas ungarna inte av en pung utan bara av moderns päls eller enkla hudveck.
Hos flera känguruer och hos några andra pungdjur förekommer en fördröjd utveckling av embryot när det redan finns ett syskon i pungen.
Förutom dessa skillnader kan nämnas att urnjurarna, som hos de flesta däggdjur uteslutande används under fosterstadiet, ännu en tid efter födseln fungerar hos pungdjuren. Lungorna är försedda med besynnerliga, rymliga luftkamrar.
Livslängden för mindre pungdjur är oftast ett eller några få år. Nakennosvombater i fångenskap har blivit upp till 26 år gamla.

## Systematik

### Yttre systematik och vetenskapligt namn
De mest utbredda uppfattningen är att pungdjur och högre däggdjur utvecklats från en gemensam anfader och de förenas därför i underklassen Theria som utgör systergrupp till kloakdjuren (Protheria). Vissa stödjer däremot teorin att pungdjur och kloakdjur ska beskrivas i det gemensamma taxonet Marsupionta. Tesen förklaras genom vissa molekylärbiologiska överensstämmelser. Den senare teorin framhävs dock endast av en minoritet. I en avhandling från 2002 publicerades även ett tredje alternativ.
Den första som föreslog en grundläggande klassifikation av däggdjuren på ett nivå högre än ordningar var Henri Marie Ducrotay de Blainville i en avhandling från 1816. Han beskrev pungdjuren med det vetenskapliga namnet 'Di-delphia' som är grekiska och syftade på den dubbla livmodern. De högre däggdjuren fick namnet 'Mono-delphia' (grekiska för "en livmoder"). Senare bröt han ur kloakdjuren och skapade för gruppen 'Ornitho-delphia' ("fågelliknande livmoder"). Blainvilles beteckningar övertogs däremot inte av vetenskapen. För pungdjuren används idag oftast det vetenskapliga namnet Marsupialia (efter latin för pung). Namnet användes första gången 1811 av Johann Karl Wilhelm Illiger, men vid denna tidpunkt beskrevs pungdjuren som en enda ordning.
Thomas Henry Huxley skapade andra namn för däggdjurens tre huvudgrupper då han antog en evolutionär utvecklingslinje från kloakdjuren, över pungdjuren till de högre däggdjuren. Hans beteckningar var 'Proto-theria' (grekiska för "före/ursprungliga däggdjur"), 'Meta-theria' (halvvägs däggdjur) och 'Eu-theria' (äkta däggdjur).
Båda vetenskapliga namn för pungdjur har brister. Marsupialia är inte heltäckande då även honor av myrpiggsvin, som tillhör kloakdjuren, under vissa levnadsskeden har en pung. Metatheria är felaktig då pungdjuren inte utgör någon övergångsform. Hur de används varierar mellan olika auktoriteter.

### Utvecklingshistoria

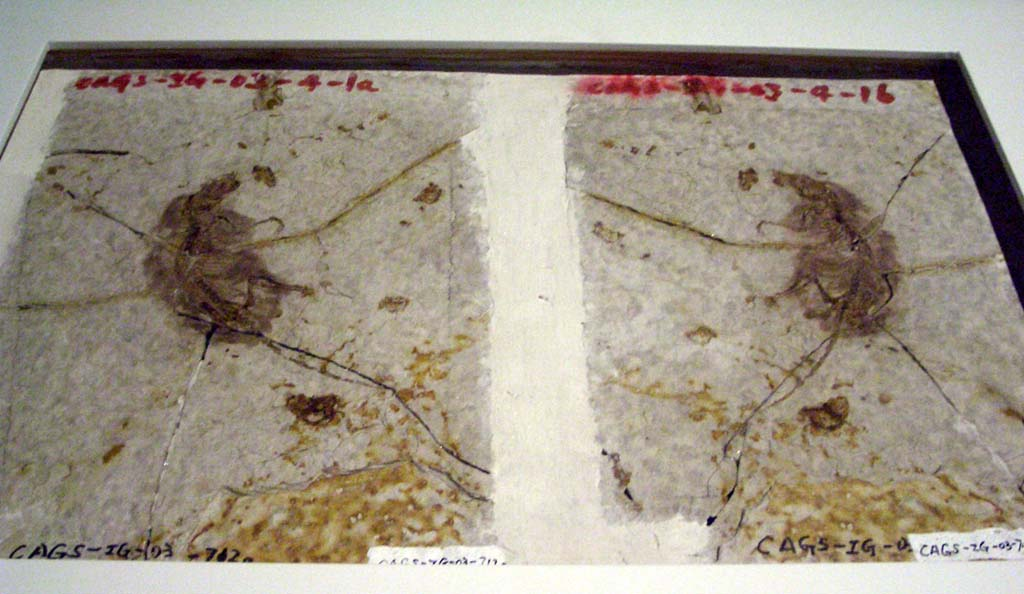
Fossil av Sinodelphys szalayi, den var cirka 15 cm lång och var troligen trädlevande.

Enligt de första hypoteserna kring djurgruppen uppkom pungdjuren i Nordamerika, eftersom fossil från mesozoikum endast var kända från denna kontinent. Senare hittades ännu äldre fossil i östra Asien och Nordamerikateorin förkastades. Idag räknas arten Sinodelphys szalayi som det äldsta kända pungdjuret. Fossil av arten hittades i den kinesiska provinsen Liaoning och den levde för ungefär 125 miljoner år sedan under tidig krita. I samma avlagring hittades även det äldsta kända högre däggdjuret, Eomaia scansoria. Därför antas att den gemensamma anfadern för båda infraklasserna levde något tidigare i regionen som idag är Asien.

#### Nordamerika
Arter av den tidiga utvecklingslinjen vandrade troligtvis till Nordamerika. Här hittades de flesta fossilen från krita och här utvecklades alla anfäder till dagens pungdjur. En av de äldsta kända nordamerikanska arterna var Kokopellia juddi som levde för 100 miljoner år sedan. Pungdjuren utvecklade många olika former och från senare krita är flera familjer kända. Släktet Alphadon var en tidig medlem av dagens pungråttor och samtidigt uppkom de ursprungliga formerna av ordningen näbbmuspungdjur (Paucituberculata) som idag lever kvar i familjen inkanäbbmöss (Caenolestidae).
Vid slutet av kritan ägde ett massutdöende av pungdjur rum i Nordamerika, troligtvis orsakat av att högre däggdjur invandrade från Asien. Under kenozoikum fanns bara ett fåtal släkten kvar som främst tillhörde familjen Peradectidae. De sista ursprungliga pungdjuren levde under miocen i Nordamerika. Arten virginiapungråtta (Didelphis virginiana) som idag utgör Nordamerikas enda pungdjur nådde kontinenten först under yngre tider.
Arter av familjen Peradectidae förekom under kenozoikum även i Afrika, Europa och Asien. Antalet arter var här inte så stort och likaså dog de ut senast under miocen. Sedan dess finns inga pungdjur i Afrika och Eurasien.

#### Sydamerika

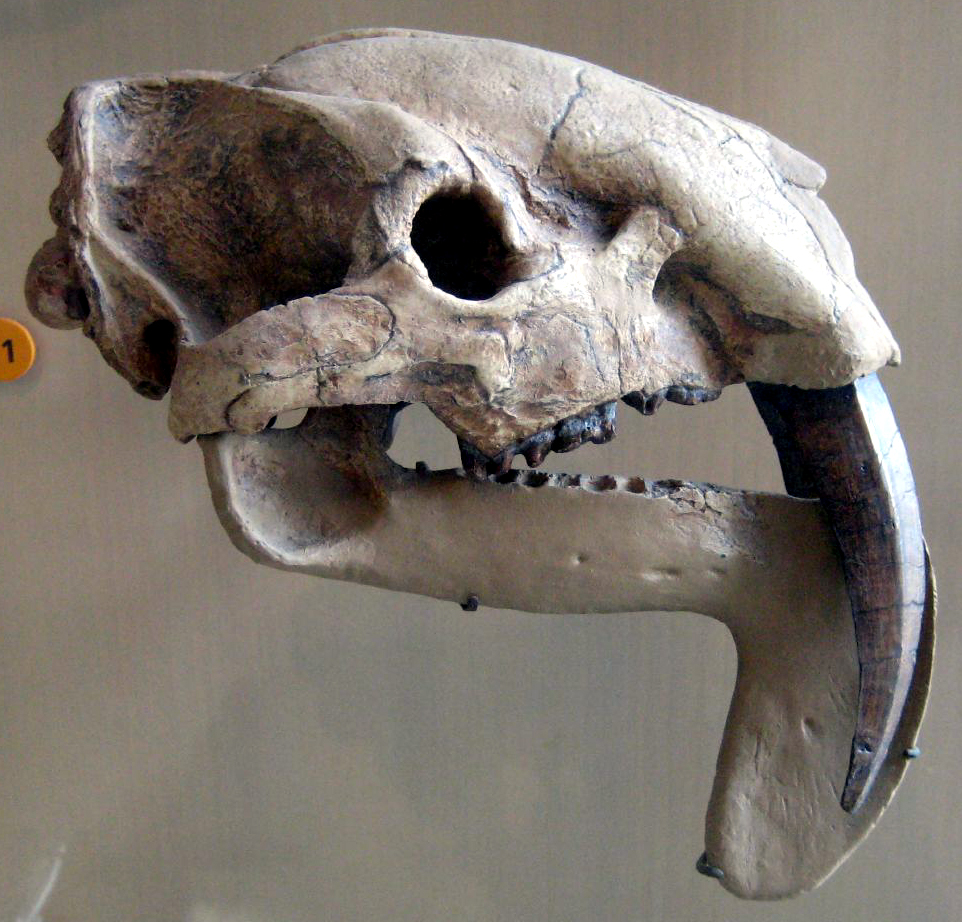
Skalle av Thylacosmilus atrox.

Det är inte känt exakt när pungdjuren nådde fram till Sydamerika. Troligen invandrade de över en kedja av öar från Nordamerika. De första fossilen som utan tvekan kan räknas till djurgruppen är från tidig paleocen. Under tidig kenozoikum var Sydamerika länge avskilt från övriga kontinenter och därför uppkom här en unik fauna som bland annat innefattade tre ordningar av pungdjur. Ur tidiga former av pungråttor och näbbmuspungdjur utvecklades många arter. Den tredje ordningen, Sparassodonta eller Borhyaenoidea, liknade dagens kattdjur och var den tredje sydamerikanska djurgruppen av stora köttätare. De andra två stora köttätare var terrorfåglar (Phorusrhacidae) och landlevande krokodiler av familjen Sebecidae. Sparassodontas mest kända medlem är Thylacosmilus som påminner om sabeltandade katter (Machairodontinae), men de var inte släkt med varandra.
Många sydamerikanska pungdjur och även andra endemiska däggdjur dog ut för ungefär 2,5 miljoner år sedan efter uppkomsten av den centralamerikanska landbryggan. Sydamerikanska däggdjur fick nu konkurrens av invandrande nordamerikanska däggdjur. Å andra sidan fanns det några sydamerikanska pungdjur som ökade sitt utbredningsområde.

#### Antarktis
Det är fastslaget att flera pungdjur levde på Antarktis före kontinentens nedisning under kenozoikum, även om få fossil hittats. Fynd finns endast från Seymourön som ligger nära den antarktiska halvön. Arterna var nära släkt med pungdjuren i Sydamerika. Drakes sund som idag skiljer Sydamerika och Antarktis öppnades först för 35 till 30 miljoner år sedan. Efteråt uppstod den kalla havsström som cirkulerar kring Antarktis och som orsakade kontinentens nedisning. Alla däggdjur som levde på landet dog ut och idag finns bara marina däggdjur kvar.

#### Australien

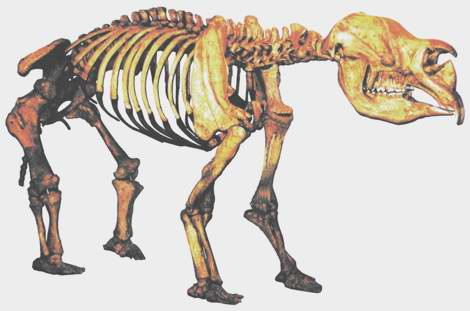
Skelett av Diprotodon optatum, ett jättepungdjur som dog ut för cirka 50 000 år sedan.

För närvarande är det okänt när pungdjuren nådde Australien och hur många taxa som etablerade sig. Australien var fram till tidig eocen sammanlänkad med Antarktis och en invandring därifrån verkar rimlig. Det äldsta fossila fyndet av ett pungdjur i Australien återfanns i sydöstra Queensland. Fossil av arter som är nära besläktade med den art som hittades i Australien är kända från Argentina. Under perioden tidig eocen till senare oligocen, en tidsrymd om 25 miljoner år, saknas australiska fossil av pungdjur. Pungdjur från oligocen och miocen räknas vanligen som anfäder till dagens australiska pungdjur. Av dessa utvecklingslinjer finns nästan alla kvar. Ett undantag är släktet Yalkaparidon som hade distinkta tänder. Alla andra fossil tillskrivs de fyra ordningar som nämns nedan under inre systematik. Fram till människans ankomst var pungdjur den dominerande däggdjursgruppen i Australien. Utöver dessa fanns bara ett fåtal högre däggdjur, såsom vissa fladdermöss och möss.
Många arter av pungdjur i Australien blev anmärkningsvärt stora men dessa dog ut för 51 000 till 38 000 år sedan. Det fanns enorma pungdjur såsom Diprotodon, tre meter höga kängurudjur som Procoptodon och upp till 160 kilogram tunga punglejon som Thylacoleo carnifex. Massutdöendet av stora däggdjur var inte begränsat till Australien utan förekom vid slutet av pleistocen över hela världen. Orsaken till utdöendet är fortfarande omdiskuterat. En del förespråkar den så kallade "overkill-hypotesen" som ser människans jakt som orsak till utdöendet och andra forskare pekar på klimatförändringar, köld och torka, under istiden. För den förstnämnda teorin talar att utdöendet ungefär sammanfaller med människans inflyttning till Australien. Dessutom drabbade tidigare utrotningsvågor inte bara de största medlemmarna av en djurgrupp utan hela ordningar eller till och med djurklasser. Motståndare till "overkill-hypotesen" hävdar att människans primitiva jaktmetoder vid denna tid var otillräckliga för att ha en så stor inverkan på hela djurpopulationer. 

### Inre systematik

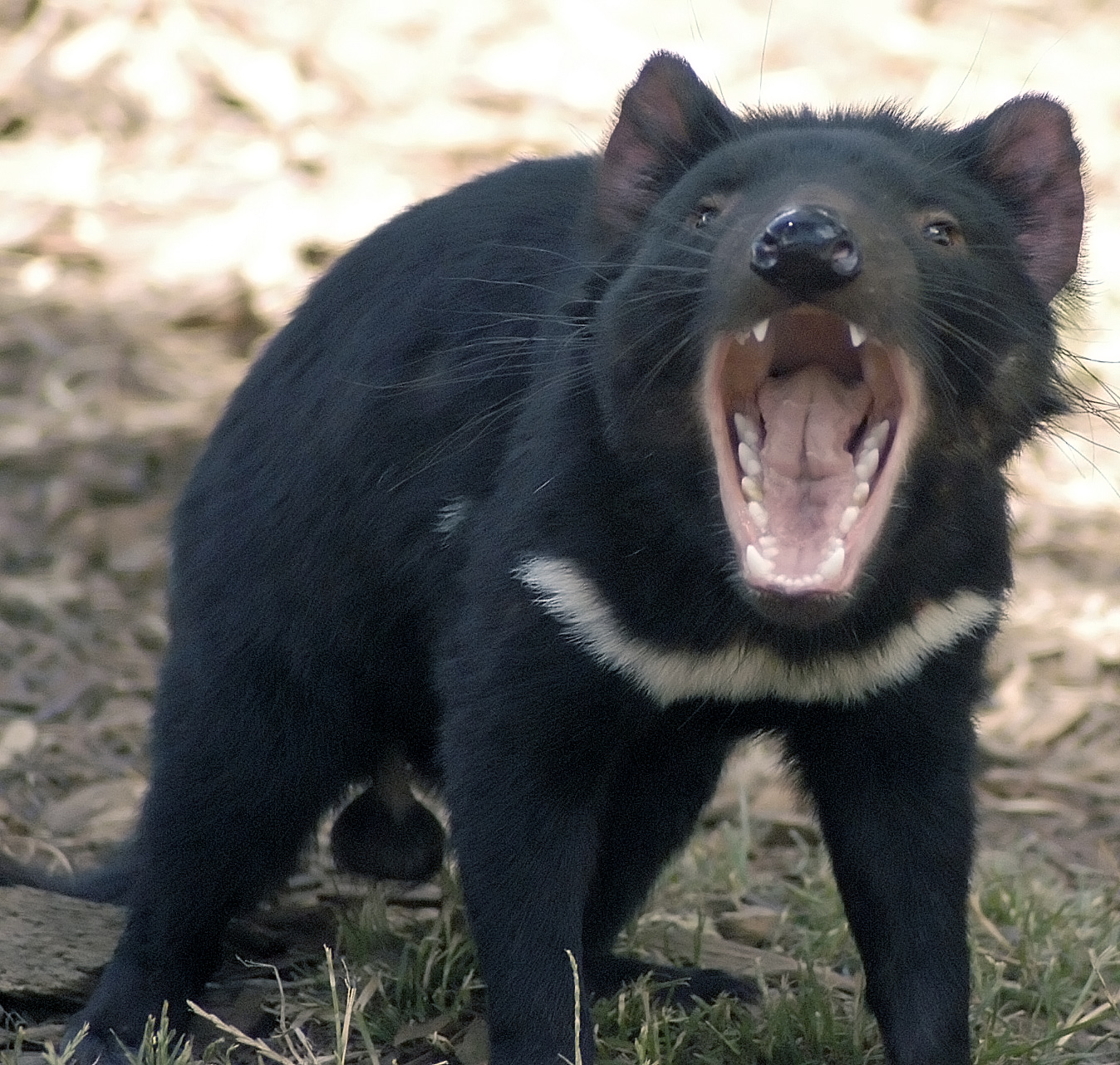
Tasmansk djävul är idag den största arten i ordningen rovlevande pungdjur.

Tidigare sammanfattades alla pungdjur i en ordning som gavs det vetenskapliga namnet Marsupialia. Marsupialia används nu oftast för hela infraklassen (se tidigare i samma artikel). Utifrån resultaten av moderna studier indelas infraklassen idag i sju recenta ordningar (med nu levande arter) som fördelas i två överordningar. Dessutom ingår minst fyra utdöda ordningar (Sparassodonta, Yalkaparidontia, Groeberida, Argyrolagida) i infraklassen.
Överordning Ameridelphia - utgörs av två ordningar och omfattar nästan alla arter som förekommer på den amerikanska kontinenten. 
- Ordning pungråttor (Didelphimorphia) - beskrivs ofta som ursprungliga pungdjur.
  - Familj Didelphidae - omfattar omkring 80 arter där flera benämns som opossum.
- Ordning näbbmuspungdjur (Paucituberculata)
  - Familj Inkanäbbmöss (Caenolestidae) - den enda recenta gruppen inom ordningen. De förekommer främst i Sydamerika och liknar till kroppsbyggnad och levnadssätt de egentliga näbbmössen (Soricidae).

Överordning Australidelphia - utgörs av fem ordningar. Med undantag av chiloépungråttan förekommer alla i den australiska regionen.
- Ordning Microbiotheria
  - Familj Chiloépungråttor (Microbiotheriidae) - omfattar enbart chiloépungråttan (Dromiciops gliroides) som lever i södra Sydamerika.
- Ordning pungmullvadar (Notoryctemorpha)
  - Familj Notoryctidae - omfattar de två arterna sydlig pungmullvad (N. typhlops) och nordvästlig pungmullvad (N. caurinus). Gruppen uppvisar stora likheter i kroppsbyggnad och levnadssätt med mullvadsdjuren.
- Ordning rovlevande pungdjur (Dasyuromorphia) - utgörs främst av köttätande djur. Exempel är pungmårdar, tasmansk djävul och myrpungdjuret samt pungvargen som dog ut under 1900-talet.
  - Familj rovpungdjur (Dasyuridae)
  - Familj myrpungdjur (Myrmecobiidae)
  - Familj pungvargar (Thylacinidae) - utdöd
- Ordning grävlingpungdjur (Peramelemorphia) - ett fåtal arter som främst lever på marken och är allätare.
  - Familj Chaeropodidae - utdöd
  - Familj punggrävlingar (Peramelidae)
  - Familj kaninpunggrävlingar (Thylacomyidae)
- Ordning fåframtandade pungdjur (Diprotodontia) - en grupp med arter, som idag delas upp i elva familjer, och som uppvisar stora skillnader i både utseende och levnadssätt. Formen på deras tänder och tår skiljer dem från de andra pungdjuren. Till ordningen förs bland andra kängurudjur, vombater och koalan samt flera trädlevande arter. Utdöda djur som tillhör ordningen är bland andra släktet Diprotodon och punglejonet.

Vissa släktskapsförhållanden mellan dagens pungdjur är fortfarande omstridda och för närvarande pågår diskussioner. Tesen att överordningen Ameridelphia utgör en parafyletisk grupp, på grund av att överordningen Australidelphia utvecklades ur den första, är relativt säker. Ordningen pungråttor räknas som systertaxon till alla övriga pungdjur. Detta sakförhållande visas i följande kladogram:
```
 Pungdjur (Marsupialia)
  ├──Pungråttor (Didelphimorphia)          }
  │                                        } Ameridelphia (parafyletisk)
  │  ┌──Näbbmuspungdjur (Paucituberculata) }
  └──┤
     └──Australidelphia

```

Australidelphia är med stor sannolikhet en monofyletisk grupp. Alla medlemmar utvecklades alltså ur en enda anfader. Om utvecklingslinjerna inom överordningen råder oenighet. Här visas den version som Heather Amrine-Madsen presenterade 2003 efter molekylärgenetiska undersökningar:
```
 Australidelphia
  ├──Chiloépungråtta (Microbiotheria)
  └──N.N.
      ├──Fåframtandade pungdjur (Diprotodontia)
      └─N.N.
          ├─Grävlingpungdjur (Peramelemorphia)
          └──N.N.
              ├──Pungmullvadar (Notoryctemorphia)
              └──Rovlevande pungdjur (Dasyuromorphia)

```

Andra forskare sammanfattar grävlingspungdjur och fåframtandade pungdjur i ett gemensamt taxon med namnet Syndactyli. Denna teori grundas på bland annat morfologiska likheter som den sammanvuxna andra och tredje tån vid de bakre extremiteterna. Motståndare betraktar särdraget som en tillfällighet. En tredje forskargrupp sammanfattar chiloépungråttan och fåframtandade pungdjur som ett gemensamt taxon och ser grävlingpungdjur som systertaxon till alla övriga Australidelphia. Sammanfattningsvis saknas alltså en allmänt godkänd fylogenetisk systematik. Oklarheten beror till stor del på den stora luckan av fossil som sträcker sig över en epok från 55 miljoner år sedan till 25 miljoner år sedan. Vid den senare tidpunkten var dagens ordningar nästan fullt utbildade.

## Pungdjur och människor

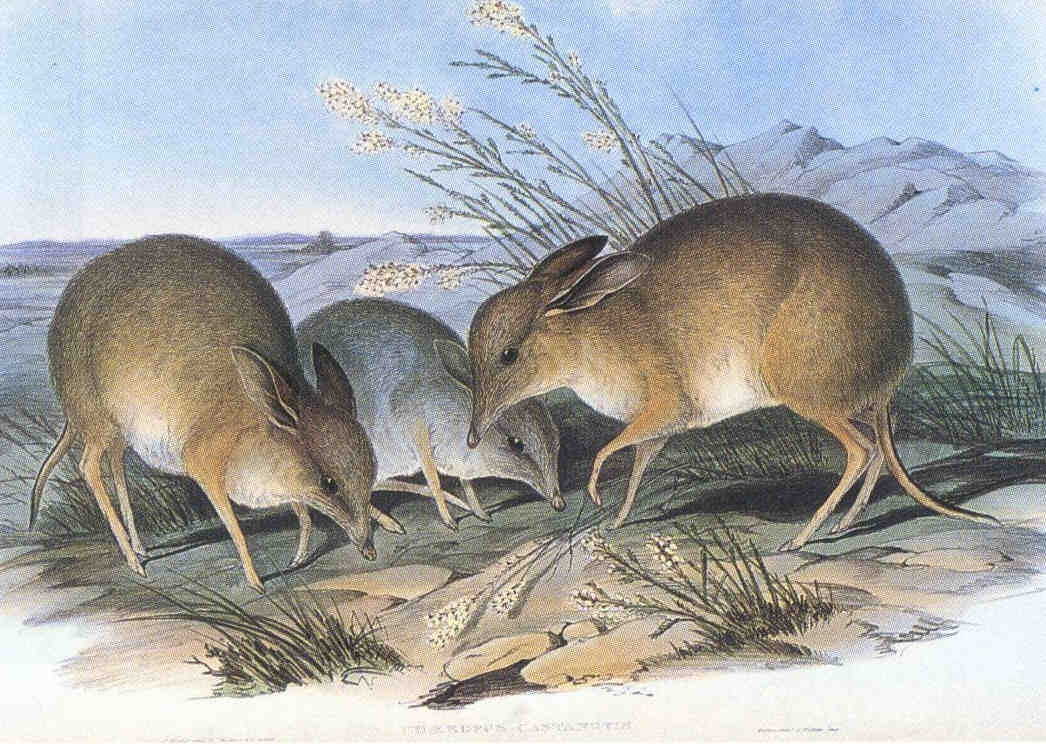
Svinfotad punggrävling dog ut vid början av 1900-talet.

Liksom andra däggdjur jagades många pungdjur av ursprungsbefolkningen i olika världsdelar. Det är oklart om jakten var orsaken till att de stora australiska pungdjuren dog ut (se ovan).
Den australiska pungdjursfaunan påverkades tydligt efter européernas ankomst på kontinenten under 1800-talet. De hotades av jakt, av att de områden där de levde omvandlades till odlings- och betesmark samt av introducerade fiender och konkurrenter som rödräv, tamkatt och tamkanin. Flera pungdjur dog ut på grund av dessa påfrestningar, däribland fyra arter av kängurudjur, två råttkänguruer, tre grävlingpungdjur och pungvargen. För pungvaren och Macropus greyi hade jakten den avgörande betydelsen för arternas utrotning. Ett flertal förekommer bara i en liten del av sitt ursprungliga levnadsområde och listas som hotade. Av vissa arter används även pälsen eller huden. Andra pungdjur hittade bättre förhållanden för sig. Därför har kulturföljare som pungrävar ett större utbredningsområde än tidigare och även hos stora arter av släktet Macropus (så kallade jättekänguruer) ökade populationen.
Något bättre är situationen i Amerika, men även här hotas vissa trädlevande arter av skogsskövlingen. Virginiapungråttan (Didelphis virginiana) vandrade däremot så långt norrut som Nordamerika och den finns idag i stora delar av USA samt till och med i södra Kanada.